# Duivelskop
De bergpas bij Duivelskop in de Outeniquabergen van de Zuid-Afrikaanse provincie West-Kaap is vooral van historische betekenis. De pas, die ook wel Voortrekkerspas genoemd wordt, verbond de kuststreek, het Outeniqualand tussen George (stad) en Knysna met de Langkloof die achter de bergen lag.
Nadat de blanken in Outeniqualand waren binnengedrongen was er verder oostelijk dan de Attakwaskloofpas geen overgang over de Outeniquabergen die voor het in die gebruikelijke vervoermiddel, de ossenwagen, geschikt was. Dit maakte Outeniqualand een doodlopend eind voor reizigers, omdat verder de weg door moeilijk begaanbare bergen, dichte inheemse wouden en diepe rivierdalen slechts te paard of te voet te doorkruisen was. Vroeg in de 18e eeuw kwam daar enige verandering in omdat er 35 km ten oosten van George bij de Duivelskop en die Schoonbergpiek een pas over de bergen ontdekt werd. Duivelskop ligt bij Kleinplaat, ten noorden van Bergplaas en Woodville. Aan de noordkant komt de pas uit bij de hoeves Schoonberg en Louvain in een streek die in een langgerekt dal achter de Outeniquabergen ligt en die Langkloof genoemd wordt. Vroege reizigers in de tijd van de Nederlandse kolonie en wat later onder de Britten, zoals Anders Sparrman (1775), Joachim van Plettenberg en Robert Jacob Gordon (november 1778), Francois le Vaillant (1781-82), John Barrow (1797) en John Campbell (1813) ervoeren en beschreven de pas echter als erg moeilijk, misschien wel toegankelijk te voet en te paard, maar nauwelijks voor ossenwagen. In 1812 werd de Cradockpas aangelegd als vervanging, maar ook deze pas bleek niet echt een verbetering, waardoor Duivelskop toch nog in gebruik bleef. Pas in 1884, toen Thomas Bain de passen in de Tsitsikamma bij de Bloukransrivier, Grootrivier en Stormsrivier voltooide, is de pas over de Duivelskop echt in onbruik geraakt. Tegenwoordig is de oude pas alleen bij bergwandelaars en bestuurders van 4x4-voertuigen in trek. Het hele oude wagenpad loopt over privéterrein en de afstand van de boswachterij bij Bergplaas tot Louvain is ongeveer 30 km.
Duivelskop zelf ligt 998 m boven de zeespiegel; het hoogste punt van het pad is ongeveer 900m. De route volgt de waterscheiding tussen de Touwrivier die bij Wildernis uitmondt en de Dieprivier, die als Wolwerivier in de Swartvlei uitmondt.